# كيفين بارسيمين
كيفين بارسيمين (بالفرنسية: Kévin Parsemain)‏ (من مواليد 13 فبراير 1988) لاعب كرة قدم مارتينيكي يلعب لصالح فريق غولدن ليون ومنتخب مارتينيك الوطني لكرة القدم، والذي هو هدافه على مر العصور.

## روابط خارجية
- كيفين بارسيمين على موقع قاعدة بيانات كرة القدم.إي يو (الإنجليزية)
- كيفين بارسيمين على موقع ناشيونال فوتبول تيمز (الإنجليزية)
- كيفين بارسيمين على موقع Soccerway.com (الإنجليزية)
- كيفين بارسيمين على موقع عالم كرة القدم.نت (الإنجليزية)